# Schieß-Weltmeisterschaften Wurftauben
Dieser Artikel listet die Medaillengewinner der Schieß-Weltmeisterschaften Wurftauben auf.

## Austragungsorte
| Jahr | Austragungsort    | Land                            | Trap | Doppeltrap | Skeet |
| ---- | ----------------- | ------------------------------- | ---- | ---------- | ----- |
| 1929 | Stockholm         | Schweden                        | x    |            |       |
| 1930 | Rom               | Königreich Italien              | x    |            |       |
| 1931 | Lwów              | Polen                           | x    |            |       |
| 1933 | Wien              | Österreich                      | x    |            |       |
| 1934 | Budapest          | Ungarn                          | x    |            |       |
| 1935 | Brüssel           | Belgien                         | x    |            |       |
| 1936 | Berlin            | Deutsches Reich                 | x    |            |       |
| 1937 | Helsinki          | Finnland                        | x    |            |       |
| 1938 | Luhačovice        | Tschechoslowakei                | x    |            |       |
| 1939 | Berlin            | Deutsches Reich                 | x    |            |       |
| 1947 | Stockholm         | Schweden                        | x    |            | x     |
| 1949 | Buenos Aires      | Argentinien                     | x    |            |       |
| 1950 | Madrid            | Spanien                         | x    |            | x     |
| 1952 | Oslo              | Norwegen                        | x    |            | x     |
| 1954 | Caracas           | Venezuela                       | x    |            | x     |
| 1958 | Moskau            | Sowjetunion                     | x    |            | x     |
| 1959 | Kairo             | Vereinigte Arabische Republik   | x    |            | x     |
| 1961 | Oslo              | Norwegen                        | x    |            | x     |
| 1962 | Kairo             | Ägypten                         | x    |            | x     |
| 1965 | Santiago de Chile | Chile                           | x    |            | x     |
| 1966 | Wiesbaden         | BR Deutschland                  | x    |            | x     |
| 1967 | Bologna           | Italien                         | x    |            | x     |
| 1969 | San Sebastián     | Spanien                         | x    |            | x     |
| 1970 | Phoenix           | Vereinigte Staaten              | x    |            | x     |
| 1971 | Bologna           | Italien                         | x    |            | x     |
| 1973 | Melbourne         | Australien                      | x    |            | x     |
| 1974 | Bern              | Schweiz                         | x    |            | x     |
| 1975 | München           | BR Deutschland                  | x    |            | x     |
| 1977 | Antibes           | Frankreich                      | x    |            | x     |
| 1978 | Seoul             | Südkorea                        | x    |            | x     |
| 1979 | Montecatini Terme | Italien                         | x    |            | x     |
| 1981 | Tucumán           | Argentinien                     | x    |            | x     |
| 1982 | Caracas           | Venezuela                       | x    |            | x     |
| 1983 | Edmonton          | Kanada                          | x    |            | x     |
| 1985 | Montecatini Terme | Italien                         | x    |            | x     |
| 1986 | Suhl              | Deutsche Demokratische Republik | x    |            | x     |
| 1987 | Valencia          | Spanien                         | x    |            | x     |
| 1989 | Montecatini Terme | Italien                         | x    | x          | x     |
| 1990 | Moskau            | Sowjetunion                     | x    | x          | x     |
| 1991 | Perth             | Australien                      | x    | x          | x     |
| 1993 | Barcelona         | Spanien                         | x    | x          | x     |
| 1994 | Fagnano Olona     | Italien                         | x    | x          | x     |
| 1995 | Nikosia           | Zypern                          | x    | x          | x     |
| 1997 | Lima              | Peru                            | x    | x          | x     |
| 1998 | Barcelona         | Spanien                         | x    | x          | x     |
| 1999 | Tampere           | Finnland                        | x    | x          | x     |
| 2001 | Kairo             | Ägypten                         | x    | x          | x     |
| 2002 | Lahti             | Finnland                        | x    | x          | x     |
| 2003 | Nikosia           | Zypern                          | x    | x          | x     |
| 2005 | Lonato            | Italien                         | x    | x          | x     |
| 2006 | Zagreb            | Kroatien                        | x    | x          | x     |
| 2007 | Nikosia           | Zypern                          | x    | x          | x     |
| 2009 | Maribor           | Slowenien                       | x    | x          | x     |
| 2010 | München           | Deutschland                     | x    | x          | x     |
| 2011 | Belgrad           | Serbien                         | x    | x          | x     |
| 2013 | Lima              | Peru                            | x    | x          | x     |
| 2014 | Granada           | Spanien                         | x    | x          | x     |
| 2015 | Lonato            | Italien                         | x    | x          | x     |
| 2017 | Moskau            | Russland                        | x    | x          | x     |
| 2018 | Changwon          | Südkorea                        | x    | x          | x     |
| 2019 | Lonato            | Italien                         | x    | x          | x     |
| 2022 | Osijek            | Kroatien                        | x    |            | x     |
| 2023 | Baku              | Aserbaidschan                   |      |            | x     |

## Trap

### Einzel Herren
| Jahr | Gold                                | Silber                        | Bronze                        |
| ---- | ----------------------------------- | ----------------------------- | ----------------------------- |
| 1929 | Sándor Lumniczer                    | Fredric Landelius             | Helmuth Keller                |
| 1930 | Mark Arie                           | Helmuth Keller                | Sándor Lumniczer Kurt Schöbel |
| 1931 | Jozef Kiszkumo                      | Sándor Lumniczer              | August Baumgarten             |
| 1933 | Sándor Lumniczer                    | Pal Dora                      | Sándor Dora                   |
| 1934 | Sándor Lumniczer                    | Jean de Beaumont              | Kurt Schöbel                  |
| 1935 | Rudolf Sack                         | Sándor Lumniczer              | Ludo Sheid                    |
| 1936 | Jozef Kiszkumo                      | Gyula Halasy                  | Kurt Schöbel                  |
| 1937 | Konrad Huber                        | Ake Forselles                 | Sándor Lumniczer              |
| 1938 | István Strassburger                 | Hocke                         | Jozef Kiszkumo                |
| 1939 | Sándor Lumniczer                    | Hermann Josef von dem Bongart | Adolfo Manfredi               |
| 1947 | Hans Liljedahl                      | Klas Kleberg                  | Seifullah Ghaleb              |
| 1949 | Fulvio Rocchi                       | Klas Kleberg                  | Ivar Borg                     |
| 1950 | Carlo Sala                          | Italo Bellini                 | Giulio Prati                  |
| 1952 | Pablo Grossi                        | George Genereux               | Knut Holmqvist                |
| 1954 | Cesare Merlo                        | Galliano Rossini              | Hans Aasnæs                   |
| 1958 | Francis Eisenlauer                  | Galliano Rossini              | Edoardo Casciano              |
| 1959 | Hassan Badrawi                      | Edoardo Casciano              | Galliano Rossini              |
| 1961 | Ennio Mattarelli                    | Francis Eisenlauer            | Ion Dumitrescu                |
| 1962 | Wladimir Simenko                    | Karni Singh                   | Joachim Marscheider           |
| 1965 | Juan Enrique Lira                   | Peter Roussos                 | William Abbott                |
| 1966 | Kenneth Jones                       | Gheorghe Enache               | Pāvels Seničevs               |
| 1967 | Guy Renard                          | Richard Loffelmacher          | Adam Smelczyński              |
| 1969 | Ennio Mattarelli                    | Jürgen Henke                  | James Beck                    |
| 1970 | Michel Carrega                      | Jean-Jacques Baud             | Larry Stafford                |
| 1971 | Michel Carrega                      | Jürgen Henke                  | Gheorghe Florescu             |
| 1973 | Alexander Androschkin               | Hugh Bowie                    | Ennio Mattarelli              |
| 1974 | Michel Carrega                      | Giorgio Rosatti               | Silvano Basagni               |
| 1975 | John Primrose                       | Alexander Alipow              | Charvin Dixon                 |
| 1977 | Esteban Azkue                       | Armando Marques               | Carlo Danna                   |
| 1978 | Eladio Vallduvi                     | Silvano Basagni               | Eli Ellis                     |
| 1979 | Michel Carrega                      | Alexander Assanow             | Alberto Giani                 |
| 1981 | Alexander Assanow                   | Eli Ellis                     | Eladio Vallduvi               |
| 1982 | Luciano Giovannetti Eladio Vallduvi | KEINER                        | Daniele Cioni                 |
| 1983 | John Primrose                       | Daniel Carlisle               | Alexander Assanow             |
| 1985 | Miloslav Bednařík                   | Daniele Cioni                 | Alexander Lawrinenko          |
| 1986 | Miloslav Bednařík                   | Jörg Damme                    | Daniele Cioni                 |
| 1987 | Dmytro Monakow                      | Jörg Damme                    | Alexander Lawrinenko          |
| 1989 | Marco Venturini                     | João Rebelo                   | Albano Pera                   |
| 1990 | Jörg Damme                          | Daniele Cioni                 | Marco Venturini               |
| 1991 | Marco Venturini                     | Michael Diamond               | Jörg Damme                    |
| 1993 | Marco Venturini                     | Giovanni Pellielo             | Jose Bladas                   |
| 1994 | Dmytro Monakow                      | Christopher Vicard            | Lance Bade                    |
| 1995 | Giovanni Pellielo                   | Michael Diamond               | Francesco Amici               |
| 1997 | Giovanni Pellielo                   | Jorge da Silva                | Roberto Scalzone              |
| 1998 | Giovanni Pellielo                   | Lance Bade                    | Marco Venturini               |
| 1999 | Michael Diamond                     | Alexei Alipow                 | Manuel Silva                  |
| 2001 | Michael Diamond                     | Bret Erickson                 | Pawel Gurkin                  |
| 2002 | Khaled al-Mudhaf                    | Michael Diamond               | Giovanni Pellielo             |
| 2003 | Karsten Bindrich                    | Giovanni Pellielo             | Alexei Alipow                 |
| 2005 | Massimo Fabrizi                     | Massimiliano Mola             | Josip Glasnović               |
| 2006 | Manavijt Singh Sandhu               | Erminio Frasca                | Bret Erickson                 |
| 2007 | Michael Diamond                     | Philip Murphy                 | Karsten Bindrich              |
| 2009 | Marián Kovačócy                     | Massimo Fabrizi               | Oguzhan Tüzün                 |
| 2010 | Alberto Fernández                   | Alexei Alipow                 | Jiří Lipták                   |
| 2011 | Massimo Fabrizi                     | David Kostelecký              | Stephane Clamens              |
| 2013 | Giovanni Pellielo                   | Anton Glasnović               | Alexei Alipow                 |
| 2014 | Erik Varga                          | Edward Ling                   | Giovanni Pellielo             |
| 2015 | Erik Varga                          | Giovanni Pellielo             | Maxime Mottet                 |
| 2017 | Daniele Resca                       | Edward Ling                   | Jiří Lipták                   |
| 2018 | Alberto Fernández                   | Erik Varga                    | Abdul Rahman al-Faihan        |
| 2019 | Matthew Coward-Holley               | Mauro de Filippis             | Khaled al-Mudhaf              |
| 2022 | Derrick Mein                        | Nathan Hales                  | Kun-Pi Yang                   |

### Mannschaft Herren
| Jahr | Gold                                                                                 | Silber                                                                            | Bronze                                                                                 |
| ---- | ------------------------------------------------------------------------------------ | --------------------------------------------------------------------------------- | -------------------------------------------------------------------------------------- |
| 1929 | Ungarn Sándor Lumniczer Pal Dora Sándor Dora István Strassburger                     | Finnland Ake Forselles Werner Ekman Konrad Huber Robert Huber                     | Deutsches Reich Helmuth Keller Rudolf Sack Schivy Sierslorpff                          |
| 1931 | Österreich August Baumgarten Otto Czermin Hans Mühlbauer                             | Ungarn Sándor Lumniczer Pal Dora Sándor Dora András Montagh                       | Polen Tadeusz Baranski Jozef Kiszkumo Konstantyn Lyszkowski Baranowski                 |
| 1933 | Ungarn Sándor Lumniczer Pal Dora Sándor Dora András Montagh                          | Dänemark                                                                          | Österreich                                                                             |
| 1934 | Ungarn Sándor Lumniczer Pal Dora István Strassburger András Montagh                  | Deutsches Reich Kurt Schöbel                                                      | Dänemark                                                                               |
| 1935 | Ungarn Sándor Lumniczer Pal Dora István Strassburger Sándor Dora                     | Belgien                                                                           | Deutsches Reich Kurt Schöbel                                                           |
| 1936 | Ungarn Sándor Lumniczer Gyula Halasy István Strassburger Sándor Dora                 | Deutsches Reich Kurt Schöbel                                                      | Vereinigtes Königreich                                                                 |
| 1937 | Finnland Konrad Huber Ake Forselles Werner Ekman W. Heinonen                         | Deutsches Reich Rudolf Sack Kurt Schöbel Von Gramon Hermann Josef von dem Bongart | Schweden Torsten Adlers Axel Ekblom Klas Kleberg Gunnar Lundgren                       |
| 1938 | Polen Jozef Kiszkumo Wilhelm Ziegenhirte Konstantyn Kyszkowski Stefan Sztukowski     | Tschechoslowakei                                                                  | Ungarn Sándor Dora Sándor Lumniczer István Strassburger László Szapáry                 |
| 1939 | Deutsches Reich Hermann Josef von dem Bongart Kurt Schöbel                           | Königreich Italien                                                                | Ungarn Sándor Dora Sándor Lumniczer István Strassburger László Szapáry                 |
| 1947 | Schweden Hans Liljedahl Nils Högefeldt Klas Kleberg Carl Palmstierna                 | Ägypten Seifullah Ghaleb Mahmoud Labib Sherif Shahine F. Makarius                 | Finnland Albert de Prado Werner Ekman Konrad Huber Sven-Erik Rosenlew                  |
| 1949 | Argentinien Fulvio Rocchi Leon Bozzi Juan de Giacomi Juan-Angel Martini              | Schweden Klas Kleberg Hans Liljedahl Ivar Borg Carl Palmstierna                   | Uruguay H. Barrera F. Fleurguin L. Malugani J. Nocetti                                 |
| 1950 | Italien Carlo Sala Italo Bellini Giulio Prati Giacomo Prati                          | Griechenland Jean Coutzis George Coutzis Lynardakis Manfredi                      | Spanien Mascort Amigo Rafael Juan Garcia Serrahima Sarasqueta                          |
| 1952 | Schweden Knut Alwen Knut Holmqvist Hans Liljedahl Carl Palmstierna                   | Ägypten Youssef Fares Seifullah Ghaleb Michel Marabouti Sherif Shahine            | Italien Italo Bellini Albino Crocco Adolfo Manfredi Galliano Rossini                   |
| 1954 | Italien Cesare Merlo Lello de Donato Guglielmo Tuccimel Galliano Rossini             | Schweden Clares Alwen Knut Holmqvist Knut Alwen Bengt Malmgren                    | Ägypten Hassan Badrawi Seifullah Ghaleb Ali Riad Rafie Senoussie                       |
| 1958 | Sowjetunion Sergei Kalinin Juri Nikandrow Walentin Schtjepin Wladimir Simenko        | Italien Galliano Rossini Edoardo Casciano Alessandro Ciceri Daniele Ciceri        | Vereinigte Staaten Horner Clark Francis Eisenlauer William Everhart Edward Session     |
| 1959 | Italien Galliano Rossini Edoardo Casciano Alessandro Ciceri Daniele Ciceri           | Libanon                                                                           | Vereinigte Arabische Republik Hassan Badrawi Seifullah Ghaleb Ali Riad Rafie Senoussie |
| 1962 | Sowjetunion Wladimir Simenko Juri Nikandrow Pawel Schenitschew Sergei Kalinin        | DDR Joachim Marscheider Karl-Heinz Kramer Heinz Rehder Gerhard Aßmus              | Ägypten Ezzedine Badrawi Choukri Bidair Mohamed Mehrez Youssef Saleh                   |
| 1966 | Vereinigte Staaten Kenneth Jones Billy Hicks Gordon Horner Charles Jenson            | Rumänien Gheorghe Enache Ion Dumitrescu Stefan Popovici Gheorghe Florescu         | Sowjetunion Pāvels Seničevs Juri Nikandrow Alexander Alipow Wladimir Simenko           |
| 1967 | Italien Galliano Rossini Silvano Basagni Angelo Scalzone Ennio Mattarelli            | Vereinigte Staaten Richard Loffelmacher James Beck Chris Bishop Billy Hicks       | Sowjetunion Alexander Alipow Karlo Daraselija Jury Kostylew Pāvels Seničevs            |
| 1969 | Italien Ennio Mattarelli Umberto Bertozzi Alberto Giani Giorgio Rosatti              | Vereinigte Staaten James Beck Thomas Garrigus Howard Terry Larry Stafford         | Ägypten Mohamed Chahin Mehrez Maly Sabet Wahdan                                        |
| 1970 | Vereinigte Staaten James Columbo Dallas Krapf Walter Zobell Larry Stafford           | Frankreich Jean-Jacques Baud Pierre Candelo Michel Carrega Denis Veneny           | Italien Silvano Basagni Ennio Mattarelli Galliano Rossini Giorgio Rosatti              |
| 1971 | BR Deutschland Peter Blecher Heinz Leibinger Ludwig Roselius Hubertus Underberg      | Italien Silvano Basagni Serafino Giani Ennio Mattarelli Giorgio Rosatti           | Frankreich Jean-Jacques Baud Pierre Candelo Michel Carrega Michel Prevost              |
| 1973 | Sowjetunion Alexander Androschkin Alexander Alipow Gennady Galkin Peter Vehm         | Vereinigte Staaten Hugh Bowie Kenneth Gilbert Frank Little Harry Skalsky          | Australien James Ellis Kenneth Lowry Douglas Smith Peter Wray                          |
| 1974 | Frankreich Michel Carrega Daniel Lagarrigue Jean-Jacques Baud Robert Pereira         | Italien Giorgio Rosatti Silvano Basagni Ennio Mattarelli Alberto Carneroli        | Vereinigte Staaten Ken Blasi James Poindexter Frank Little Walter Zobell               |
| 1975 | Vereinigte Staaten Daniel Carlisle Charvin Dixon Donald Haldeman Walter Zobell       | Kanada Larry Ivanny James Platz John Primrose Edward Wladichuk                    | Spanien Esteban Larranaga Jaime Santasusagna Ricardo Navarro Eladio Casals             |
| 1977 | Italien Silvano Basagni Alberto Carneroli Carlo Danna Angelo Alberto Giani           | Spanien Esteban Larranaga Ricardo Navarro Ruiz Rumoroso Eladio Casals             | Vereinigte Staaten Hugh Bowie Donald Haldeman Frank Little James Poindexter            |
| 1978 | Vereinigte Staaten Lee Bannerman Daniel Carlisle Randy Voss Walter Zobell            | Japan Kan Numajiri Mitsuyoshi Kodaira Masao Obara Kazumi Watanabe                 | Spanien Luis Granados Ricardo Navarro Ruiz Rumoroso Eladio Casals                      |
| 1979 | Italien Silvano Basagni Alberto Carneroli Luciano Giovannetti Angelo Alberto Giani   | Sowjetunion Alexander Assanow Rustam Yambulatov Sergej Okhotsky Juri Nikandrow    | Frankreich Pierre Boutin Christian Demarle Bernard Blondeau Michel Carrega             |
| 1981 | Sowjetunion Alexander Assanow Alexander Lawrinenko Sergej Okhotsky Rustam Yambulatov | Spanien Esteban Larranaga Pedro Sainz Ricardo Navarro Eladio Casals               | Vereinigtes Königreich Peter Boden Peter Croff James Young John Tennison               |
| 1982 | Italien Silvano Basagni Daniele Cioni Luciano Giovannetti Angelo Alberto Giani       | Frankreich Christophe Blein Bernard Blondeau Michel Carrega Patrick Mahaut        | Sowjetunion Alexander Assanow Alexander Lawrinenko Sergej Okhotsky Igor Semjonow       |
| 1983 | Vereinigte Staaten Daniel Carlisle Peter Piffath Dayne Johnson                       | Sowjetunion Alexander Lawrinenko Alexander Assanow Igor Semjonow                  | Australien Graeme Boyd James Ellis John Maxwell                                        |
| 1985 | Italien Silvano Basagni Daniele Cioni Luciano Giovannetti                            | Sowjetunion Rustam Yambulatov Alexander Assanow Alexander Lawrinenko              | Tschechoslowakei Miloslav Bednařík Josef Machan Jindřich Paroubek                      |
| 1986 | Tschechoslowakei Miloslav Bednařík Josef Machan Jindřich Paroubek                    | Italien Albano Pera Daniele Cioni Luciano Giovannetti                             | Sowjetunion Pāvels Seničevs Alexander Assanow Alexander Lawrinenko                     |
| 1987 | Portugal Helder Cacao João Rebelo Jose Pinto                                         | Sowjetunion Dmytro Monakow Urmas Saaliste Alexander Lawrinenko                    | Vereinigte Staaten Ken Blasi Daniel Carlisle Allen Haas                                |
| 1989 | Italien Albano Pera Daniele Cioni Marco Venturini                                    | Ungarn Zoltan Bodo Károly Gombos István Putz                                      | Portugal Antonio Marques João Rebelo Luís Tinoco                                       |
| 1990 | Italien Albano Pera Daniele Cioni Marco Venturini                                    | Portugal Antonio Marques João Rebelo Manuel Silva                                 | BR Deutschland Jörg Damme Thomas Fichtner Ralf Rehberg                                 |
| 1991 | Vereinigte Staaten Richard Chordash Bret Erickson Jay Waldron                        | Vereinigtes Königreich Peter Boden Peter Croft Kevin Gill                         | Spanien Jose Bladas Rafael Axpe Juan Torne                                             |
| 1993 | Italien Giovanni Pellielo Roberto Scalzone Marco Venturini                           | Spanien Jose Bladas Pedro Martin Jose Luiz Perez                                  | Deutschland Jörg Damme Olaf Kirchstein Uwe Möller                                      |
| 1994 | Italien Giovanni Pellielo Roberto Scalzone Marco Venturini                           | Portugal João Rebelo Luis Pereira Manuel Silva                                    | Deutschland Karsten Bindrich Jörg Damme Björn Hille                                    |
| 1995 | Italien Giovanni Pellielo Marcello Tittarelli Marco Venturini                        | Australien Michael Diamond Russell Mark Filippo Petriella                         | Vereinigte Staaten Brian Ballard Lance Bade Josh Lakatos                               |
| 1997 | Italien Giovanni Pellielo Roberto Scalzone Rudolfo Vigano                            | Portugal Jorge da Silva Manuel Silva João Rebelo                                  | Australien Benjamin Kelley Russell Mark Adam Vella                                     |
| 1998 | Italien Giovanni Pellielo Marco Venturini Marcello Tittarelli                        | Vereinigte Staaten Lance Bade David Grazioli James Graves                         | Portugal Jorge da Silva Luis Pereira João Rebelo                                       |
| 1999 | Australien Michael Diamond Russell Mark Kable Glenn                                  | Russland Alexei Alipow Sergei Lubomirow Igor Tschebanow                           | Vereinigte Staaten Lance Bade Dominic Grazioli Matthew Depuydt                         |
| 2001 | Australien Michael Diamond Benjamin Keller Nathan Cassells                           | Vereinigte Staaten Bret Erickson Lance Bade Josh Lakatos                          | Russland Pawel Gurkin Alexei Alipow Iwan Derewski                                      |
| 2002 | Irland Derek Burnett David Malone Philip Murphy                                      | Australien Michael Diamond Russell Mark Adam Vella                                | Finnland Tommi Andelin Petri Nummela Ville Laitinen                                    |
| 2003 | Russland Alexei Alipow Maxim Kossarew Igor Tschebanow                                | Italien Giovanni Pellielo Marco Venturini Massimo Fabrizi                         | Slowakei Vladimir Slamka Mario Filipovic Roman Cavara                                  |
| 2005 | Italien Massimo Fabrizi Massimiliano Mola Giovanni Pellielo                          | Australien Thomas Turner Michael Diamond Adam Vella                               | Frankreich Stephane Clamens Jean-Pierre Chavassieux Yves Tronc                         |
| 2006 | Russland Pawel Gurkin Alexei Alipow Maksim Kosarew                                   | Indien Manavjit Singh Sandhu Mansher Singh Anwer Sultan                           | Vereinigte Staaten Bret Erickson Matt Wallace Lance Bade                               |
| 2007 | Kuwait Khaled al-Mudhaf Naser Maqlad Abdulrahman al-Faihan                           | Italien Giovanni Pellielo Erminio Frasca Massimo Fabrizi                          | Irland Philip Murphy Derek Burnett David Malone                                        |
| 2009 | Italien Giovanni Pellielo Erminio Frasca Massimo Fabrizi                             | Slowakei Marián Kovačócy Erik Varga Mario Filipovic                               | Tschechien David Kostelecký Robin Danek Jiří Lipták                                    |
| 2010 | Italien Giovanni Pellielo Erminio Frasca Massimo Fabrizi                             | Volksrepublik China Li Yajun Sun Chonglun Yu Xiaokai                              | San Marino Stefano Selva Manuel Mancini Francesco Amici                                |
| 2011 | Italien Giovanni Pellielo Rodolfo Vigano Massimo Fabrizi                             | Tschechien David Kostelecký Jiri Gach Jiří Lipták                                 | Vereinigtes Königreich Aaron Heading Edward Ling Carl Exton                            |
| 2013 | Spanien Antonio Bailon Jesus Serrano Alberto Fernández                               | Portugal João Azevedo Ricardo Colaco Jose Maria Bruno Faria                       | Kroatien Saša Sedmak Giovanni Cernogoraz Anton Glasnović                               |
| 2014 | Italien Giovanni Pellielo Valerio Grazini Massimo Fabrizi                            | Kuwait Abdulrahman al-Faihan Talal al-Rashidi Fehaid al-Deehani                   | Tschechien Robin Danek David Kostelecký Jiří Lipták                                    |
| 2015 | Russland Denis Sotow Maksim Smykow Alexei Alipow                                     | Italien Giovanni Pellielo Valerio Grazini Massimo Fabrizi                         | San Marino Manuel Mancini Gian Marco Berti Stefano Selva                               |
| 2017 | Italien Daniele Resca Giovanni Pellielo Valerio Grazini                              | Tschechien David Kostelecký Jiří Lipták Vladimir Stepan                           | Spanien Jose Luis Rodriguez Uris Alberto Fernández Antonio Bailon                      |
| 2018 | Kuwait Abdul Rahman al-Faihan Talal al-Rashidi Khaled al-Mudhaf                      | Vereinigte Staaten Walton Eller Gravson Trent Davey Casey Wallace                 | Italien Mauro de Filippis Giovanni Pellielo Valerio Grazini                            |
| 2019 | Italien Mauro de Filippis Valerio Grazini Giovanni Pellielo                          | Kuwait Khaled al-Mudhaf Abdulrahman al-Faihan Talal al-Rashidi                    | Vereinigtes Königreich Matthew Coward-Holley Nathan Hales Aaron Heading                |
| 2022 | Vereinigtes Königreich Matthew Coward-Holley Nathan Hales Aaron Heading              | Tschechien David Kostelecký Jiří Lipták Vladimir Stepan                           | Italien Mauro de Filippis Marco Correzzola Lorenzo Ferrari                             |

### Einzel Damen
| Jahr | Gold                         | Silber               | Bronze                       |
| ---- | ---------------------------- | -------------------- | ---------------------------- |
| 1962 | Walentina Gerasina           | Charlotte Berkenkamp | Sheila Breckon               |
| 1966 | Elisabeth von Soden          | Charlotte Berkenkamp | Walentina Gerasina           |
| 1967 | Elisabeth von Soden          | Walentina Gerasina   | Wera Werigina                |
| 1969 | Tina Avrile                  | Elisabeth von Soden  | Walentina Gerasina           |
| 1970 | Julia Sidorowa               | Tina Avrile          | Walentina Gerasina           |
| 1971 | Galina Tschomutowa           | Susan Nattrass       | Nuria Ortiz Campos           |
| 1974 | Susan Nattrass               | Audrey Grosch        | Françoise Robrolle           |
| 1975 | Susan Nattrass               | Elisabeth von Soden  | Natalia Ukolowa              |
| 1977 | Susan Nattrass               | Audrey Grosch        | Wanda Gentiletti             |
| 1978 | Susan Nattrass               | Wanda Gentiletti     | Maria Carmen Garcia de Cubas |
| 1979 | Susan Nattrass               | Julia Klekowa        | Larisa Tuschkina             |
| 1981 | Susan Nattrass               | Mauricette Colavito  | Frances Strodtman            |
| 1982 | Maria Carmen Garcia de Cubas | Susan Nattrass       | Jelena Schischirina          |
| 1983 | Connie Tomsovic              | Jelena Schischirina  | Susan Nattrass               |
| 1985 | Li Li                        | Jelena Schischirina  | Frances Strodtman            |
| 1986 | Gao E                        | Jelena Schischirina  | Susan Nattrass               |
| 1987 | Yin Weiping                  | Gao E                | Satu Pusila                  |
| 1989 | Jelena Schischirina          | Gema Usieto          | Muriel Bernhard              |
| 1990 | Pia Baldisseri               | Roberta Pelosi       | Wang Yujin                   |
| 1991 | Gema Usieto                  | Susan Nattrass       | Roberta Pelosi               |
| 1993 | Gema Usieto                  | Deena Julin          | Gao E                        |
| 1994 | Paola Tattini                | Deena Julin          | Denise Morrison              |
| 1995 | Frances Strodtman            | Deena Julin          | Satu Makela                  |
| 1997 | Jelena Rabaia                | Gema Usieto          | Deserie Huddleston           |
| 1998 | Satu Pusila                  | Susanne Kiermayer    | Hua Guo                      |
| 1999 | Cindy Gentry                 | Satu Pusila          | Delphine Racinet             |
| 2001 | Irina Larischewa             | Susan Nattrass       | Gao E                        |
| 2002 | Jelena Tkatsch               | Daina Gudzinevičiūtė | Wang Yujin                   |
| 2003 | Wiktorija Tschujko           | Roberta Pelosi       | Zuzana Štefečeková           |
| 2005 | Deborah Gelisio              | Irina Larischewa     | Susan Nattrass               |
| 2006 | Susan Nattrass               | Li Chen              | Hye Gyong Chae               |
| 2007 | Liu Yingzi                   | Deborah Gelisio      | Daniela Del Din              |
| 2009 | Jessica Rossi                | Irina Larischewa     | Satu Mäkelä-Nummela          |
| 2010 | Zuzana Štefečeková           | Liu Yingzi           | Jessica Roosi                |
| 2011 | Liu Yingzi                   | Zuzana Štefečeková   | Jelena Tkatsch               |
| 2013 | Jessica Rossi                | Yukie Nakayama       | Jelena Tkatsch               |
| 2014 | Katrin Quooß                 | Fátima Gálvez        | Catherine Skinner            |
| 2015 | Fátima Gálvez                | Jelena Tkatsch       | Yong Hui Pak                 |
| 2017 | Jessica Rossi                | Catherine Skinner    | Zuzana Štefečeková           |
| 2018 | Zuzana Štefečeková           | Wang Xiaojing        | Silvana Stanco               |
| 2019 | Ashley Carroll               | Wang Xiaojing        | Fátima Gálvez                |
| 2022 | Carole Cormenier             | Fátima Gálvez        | Zuzana Rehak Štefečeková     |

### Mannschaft Damen
| Jahr | Gold                                                                                   | Silber                                                                                            | Bronze                                                                                  |
| ---- | -------------------------------------------------------------------------------------- | ------------------------------------------------------------------------------------------------- | --------------------------------------------------------------------------------------- |
| 1975 | Sowjetunion Walentina Gerasina Julia Klekowa Natalia Ukolowa                           | BR Deutschland Marlene Caspary Beate Roselius Elisabeth von Soden                                 | Vereinigte Staaten Audrey Grosch Kathleen Sedleczky Frances Strodtman                   |
| 1977 | Italien Bina Avrile Guiducci Wanda Gentiletti Elda Rolandi                             | Vereinigte Staaten Audrey Grosch Loral Delaney Frances Strodtman                                  | Spanien Maria Carmen Garcia de Cubas Maria Pilar Gonzalez de Rionda Teresa de Llaurador |
| 1978 | Italien Bina Avrile Guiducci Wanda Gentiletti Elda Rolandi                             | Spanien Maria Carmen Garcia de Cubas Maria Pilar Gonzalez de Rionda Maria Teresa Munoz            | Vereinigte Staaten Audrey Grosch Loral Delaney Valeria Johnson                          |
| 1979 | Sowjetunion Larissa Tuschkina Walentina Hlebnikowa Julia Klekowa                       | Italien Bina Avrile Guiducci Wanda Gentiletti Elda Rolandi                                        | Vereinigte Staaten Frances Strodtman C. Hoyle Valeria Johnson                           |
| 1981 | Spanien Maria Carmen Garcia de Cubas Maria Pilar Gonzalez de Rionda Maria Teresa Munoz | Vereinigte Staaten Frances Strodtman Glenda Stark Audrey Grosch                                   |                                                                                         |
| 1982 | Vereinigte Staaten Frances Strodtman Carol McClure Connie Tomsovic                     | Spanien Maria Carmen Garcia de Cubas Maria Dolores Palazon Hurtado Maria Teresa Munoz             | Volksrepublik China Gao E Li Li Xu Yali                                                 |
| 1983 | Vereinigte Staaten Frances Strodtman Loral Delaney Connie Tomsovic                     | Spanien Maria Carmen Garcia de Cubas Maria Dolores Palazon Hurtado Maria Pilar Gonzalez de Rionda | Volksrepublik China Gao E Li Li Xu Yali                                                 |
| 1985 | Volksrepublik China Gao E Li Li Wang Yujin                                             | Italien Paola Tattini Pia Baldisserri Wanda Gentiletti                                            | Kanada Susan Nattrass Anne McGarvey Lisa Salt                                           |
| 1986 | Sowjetunion Swetlana Lazarewa Marina Michailowa Elena Schischirina                     | Volksrepublik China Gao E Li Li Yin Weiping                                                       | Italien Roberta Morara Pia Baldisserri Wanda Gentiletti                                 |
| 1987 | Volksrepublik China Gao E Li Li Yin Weiping                                            | Italien Roberta Morara Pia Baldisserri Wanda Gentiletti                                           | Vereinigte Staaten Frances Strodtman Loral Delaney Connie Tomsovic                      |
| 1989 | Sowjetunion Swetlana Lazarewa Daina Gudzinevičiūtė Elena Schischirina                  | Spanien Maria Dolores Palazon Hurtado María Quintanal Gema Usieto                                 | Volksrepublik China Gao E Lu Ruizhen Yin Weiping                                        |
| 1990 | Italien Paola Tattini Pia Baldisserri Roberta Pelosi                                   | Sowjetunion Maja Gubijewa Irina Larischewa Elena Schischirina                                     | Volksrepublik China Wang Yujin Lu Ruizhen Yin Weiping                                   |
| 1991 | Volksrepublik China Wang Yujin Li Li Yin Weiping                                       | Sowjetunion Wiktorija Tschujko Jelena Tkatsch Elena Schischirina                                  | Frankreich Muriel Bernard Mauricette Colavito Gisele Renaud                             |
| 1993 | Volksrepublik China Wang Yujin Gao E Yin Weiping                                       | Deutschland Silke Hüsing Susanne Kiermayer Petra Knetemann                                        | Spanien Maria Dolores Palazon Hurtado Mari Luz Terol Gema Usieto                        |
| 1994 | Italien Paola Tattini Emanuela Caponi Roberta Pelosi                                   | Vereinigte Staaten Deena Julin Denise Morrison Theresa Wentzel                                    | Deutschland Silke Hüsing Susanne Kiermayer Petra Knetemann                              |
| 1995 | Vereinigte Staaten Deena Julin Denise Morrison Frances Strodtman                       | Italien Paola Tattini Cristina Bocca Roberta Pelosi                                               | Finnland Satu Mäkelä Satu Pusila Tiina Viljanen                                         |
| 1997 | Italien Paola Tattini Cristina Bocca Roberta Pelosi                                    | Vereinigte Staaten Carolyn Koch-Paramore Deena Mendicino Joetta Novinski                          | Russland Irina Larischewa Jelena Rabala Maria Wolkowa                                   |
| 1998 | Volksrepublik China Gao E Li Chen Hua Guo                                              | Vereinigte Staaten Deena Minyard Cindy Gentry Theresa Dewitt                                      | Deutschland Silke Hüsing Susanne Kiermayer Sonja Scheibl                                |
| 1999 | Volksrepublik China Gao E Li Chen Fang Han                                             | Frankreich Delphine Racinet Gisele Renaud Yolante Vidal                                           | Italien Giulia Iannotti Cristina Bocca Roberta Pelosi                                   |
| 2001 | Russland Irina Larischewa Jelena Tkatsch Maria Zub                                     | Volksrepublik China Gao E Hua Guo Liu Yingzi                                                      | Australien Suzanne Balogh Deserie Baynes Nessa Jenkins                                  |
| 2002 | Russland Irina Larischewa Jelena Tkatsch Maria Zub                                     | Spanien Vanessa Leon Vanessa Majuelo María Quintanal                                              | Volksrepublik China Gao E Ma Huike Wang Yujin                                           |
| 2003 | Italien Roberta Pelosi Giulia Iannotti Maria Sole Santasilia                           | Volksrepublik China Gao E Lui Yingzi Wang Yujin                                                   | Spanien Vanessa Leon Vanessa Majuelo María Quintanal                                    |
| 2005 | Russland Irina Larischewa Jelena Tkatsch Jelena Rabala                                 | Italien Deborah Gelisio Giulia Iannotti Romina Giansanti                                          | Volksrepublik China Gao E Ma Huike Yi Wen Wang                                          |
| 2006 | Volksrepublik China Gao E Li Chen Mei Zhu                                              | Vereinigtes Königreich Lesley Goddard Charlotte Kerwood Shona Marshall                            | Russland Irina Larischewa Jelena Tkatsch Tatjana Barsuk                                 |
| 2007 | Italien Deborah Gelisio Giulia Iannotti Arianna Perilli                                | Volksrepublik China Gao E Li Chen Liu Yingzi                                                      | Deutschland Sonja Scheibl Susanne Kiermayer Jana Beckmann                               |
| 2009 | Italien Deborah Gelisio Giulia Iannotti Jessica Rossi                                  | Vereinigtes Königreich Shona Marshall Charlotte Kerwood Abbey Burton                              | San Marino Alessandra Perilli Daniela Del Din Francesca Spadoni                         |
| 2010 | Italien Deborah Gelisio Giulia Iannotti Jessica Rossi                                  | Volksrepublik China Gao E Lu Yingyu Liu Yingzi                                                    | San Marino Alessandra Perilli Daniela Del Din Marina Santolini                          |
| 2011 | Russland Irina Larischewa Jelena Tkatsch Tatjana Barsuk                                | Frankreich Marina Sauzet Delphine Racinet Stephanie Neau                                          | Volksrepublik China Gao E Wu Cuicui Liu Yingzi                                          |
| 2013 | Italien Silvana Stanco Federica Caporuscio Jessica Rossi                               | Russland Irina Larischewa Jelena Tkatsch Tatjana Barsuk                                           | Australien Laetisha Scanlan Catherine Skinner Suzanne Balogh                            |
| 2014 | Deutschland Christiane Göhring Jana Beckmann Katrin Quooß                              | Italien Silvana Stanco Deborah Gelisio Jessica Rossi                                              | Spanien María Quintanal Eva María Clemente Fátima Gálvez                                |
| 2015 | Vereinigtes Königreich Charlotte Kerwood Abbey Ling Kirsty Barr                        | Finnland Marika Salmi Noora Antikainen Satu Mäkelä-Nummela                                        | Russland Jelena Tkatsch Jelena Rabala Tatjana Barsuk                                    |
| 2017 | Vereinigte Staaten Ashley Carroll Caitlin Barney Weinheimer Corey Cogdell              | Finnland Marika Salmi Satu Mäkelä-Nummela Mopsi Veromaa                                           | Italien Jessica Rossi Silvana Stanco Alessia Iezzi                                      |
| 2018 | Italien Silvana Stanco Jessica Rossi Alessia Iezzi                                     | Spanien Beatriz Martínez Fátima Gálvez Francisca Muñoz                                            | Vereinigte Staaten Kayle Browning Ashley Carroll Aeriel Alease Skinner                  |
| 2019 | Vereinigte Staaten Kayle Browning Rachel Leighanne Ashley Carroll                      | Russland Julia Tugolukowa Julia Sawelewa Tatjana Barsuk                                           | Italien Silvana Stanco Jessica Rossi Maria Lucia Palmitessa                             |
| 2022 | Italien Giulia Grassia Jessica Rossi Alessia Iezzi                                     | Finnland Noora Antikainen Satu Mäkelä-Nummela Mopsi Veromaa                                       | Australien Laetisha Scanlan Catherine Skinner Penny Smith                               |

### Mannschaft Mixed
| Jahr | Gold                                      | Silber                                                  | Bronze                                              |
| ---- | ----------------------------------------- | ------------------------------------------------------- | --------------------------------------------------- |
| 2017 | Australien Thomas Grice Penny Smith       | Spanien Antonio Bailon Beatriz Martínez                 | Vereinigte Staaten Tammaro Cassandro Ashley Carroll |
| 2018 | Slowakei Zuzana Štefečeková Erik Varga    | Russland Alexei Alipow Jekaterina Rabaja                | Vereinigtes Königreich Kirsty Barr Aaron Heading    |
| 2019 | Australien James Willett Laetisha Scanlan | Russland Maksim Smykow Julia Sawelewa                   | Australien Thomas Grice Penny Smith                 |
| 2022 | Italien Mauro de Filippis Giulia Grassia  | Vereinigtes Königreich Nathan Hales Lucy Charlotte Hall | Slowenien Bostjan Macek Jasmina Macek               |

### Medaillenspiegel
Stand: 2019
| Rang | Land                   | Gold | Silber | Bronze | Gesamt |
| ---- | ---------------------- | ---- | ------ | ------ | ------ |
| 1    | Italien                | 56   | 34     | 27     | 117    |
| 2    | Vereinigte Staaten     | 18   | 25     | 22     | 65     |
| 3    | Sowjetunion            | 17   | 13     | 15     | 45     |
| 4    | Volksrepublik China    | 12   | 11     | 12     | 35     |
| 5    | Spanien                | 11   | 13     | 13     | 37     |
| 6    | Russland               | 10   | 12     | 9      | 31     |
| 7    | Ungarn                 | 10   | 6      | 5      | 21     |
| 8    | Deutschland inkl. DDR  | 9    | 15     | 15     | 39     |
| 9    | Kanada                 | 9    | 6      | 4      | 19     |
| 10   | Australien             | 7    | 8      | 9      | 23     |
| 11   | Slowakei               | 6    | 3      | 3      | 12     |
| 12   | Frankreich             | 5    | 8      | 8      | 21     |
| 13   | Finnland               | 3    | 5      | 6      | 14     |
| 14   | Schweden               | 3    | 5      | 3      | 11     |
| 15   | Kuwait                 | 3    | 2      | 2      | 7      |
| 16   | Tschechoslowakei       | 3    | 2      | 1      | 6      |
| 17   | Polen                  | 3    | 0      | 3      | 6      |
| 18   | Argentinien            | 3    | 0      | 0      | 3      |
| 19   | Vereinigtes Königreich | 2    | 5      | 6      | 13     |
| 20   | Ukraine                | 2    | 0      | 0      | 2      |
| 21   | Portugal               | 1    | 7      | 3      | 11     |
| 22   | Ägypten                | 1    | 2      | 5      | 8      |
| 23   | Indien                 | 1    | 2      | 0      | 3      |
| 24   | Belgien                | 1    | 1      | 2      | 4      |
| 25   | Irland                 | 1    | 1      | 1      | 3      |
| 26   | Österreich             | 1    | 0      | 2      | 3      |
| 27   | Chile                  | 1    | 0      | 0      | 1      |
| 28   | Tschechien             | 0    | 3      | 4      | 7      |
| 29   | Rumänien               | 0    | 2      | 2      | 4      |
| 30   | Japan                  | 0    | 2      | 0      | 2      |
| 31   | Kroatien               | 0    | 1      | 2      | 3      |
| 32   | Dänemark               | 0    | 1      | 1      | 2      |
| 33   | Libanon                | 0    | 1      | 0      | 1      |
| 33   | Griechenland           | 0    | 1      | 0      | 1      |
| 33   | Litauen                | 0    | 1      | 0      | 1      |
| 36   | San Marino             | 0    | 0      | 6      | 6      |
| 37   | Nordkorea              | 0    | 0      | 2      | 2      |
| 38   | Norwegen               | 0    | 0      | 1      | 1      |
| 38   | Türkei                 | 0    | 0      | 1      | 1      |
| 38   | Uruguay                | 0    | 0      | 1      | 1      |
| 38   | Mexiko                 | 0    | 0      | 1      | 1      |
|      |                        | 198  | 196    | 197    | 591    |

## Doppeltrap

### Einzel Herren
| Jahr | Gold                | Silber           | Bronze                     |
| ---- | ------------------- | ---------------- | -------------------------- |
| 1989 | Victoria Taiola     | Marco Venturini  | Parini Golfari             |
| 1990 | Bret Erickson       | Kevin Gill       | Jean-Paul Gros             |
| 1991 | Peter Boden         | Bret Erickson    | Kevin Gill                 |
| 1993 | Josh Lakatos        | Servet Sivrikaya | Albano Pera                |
| 1994 | Russell Mark        | Kevin Gill       | Albano Pera                |
| 1995 | Steve Haberman      | Waldemar Schanz  | Jiri Gach                  |
| 1997 | Russell Mark        | Waldemar Schanz  | Mirco Cenci                |
| 1998 | Michael Diamond     | Russell Mark     | Richard Faulds             |
| 1999 | Daniele di Spigno   | Conny Persson    | Fehaid al-Deehani          |
| 2001 | Hamad al-Afasi      | Roland Gerebics  | Li Shuangchun              |
| 2002 | Daniele di Spigno   | Walton Eller     | Joonas Olkkonen            |
| 2003 | Walton Eller        | Russell Mark     | Rajyavardhan Singh Rathore |
| 2005 | Ahmed Al Maktum     | Wang Nan         | Park Jung-hwan             |
| 2006 | Witali Fokejew      | Hu Binyuan       | Roland Gerebics            |
| 2007 | Francesco D’Aniello | Hu Binyuan       | Joshua Richmond            |
| 2009 | Francesco D’Aniello | Jeffrey Holguin  | Wang Nan                   |
| 2010 | Joshua Richmond     | Wassili Mossin   | Hu Binyuan                 |
| 2011 | Li Jun              | Andreas Löw      | Walton Eller               |
| 2013 | Walton Eller        | Wassili Mossin   | Hu Binyuan                 |
| 2014 | Joshua Richmond     | Antonio Barilla  | Steven Scott               |
| 2015 | Wassili Mossin      | Tim Neale        | Ahmad al-Afasi             |
| 2017 | Witali Fokejew      | Ankur Mittal     | Hu Binyuan                 |
| 2018 | Ankur Mittal        | Yang Yiyang      | Andrzej Olejnik            |
| 2019 | Antonio Barilla     | Andrzej Olejnik  | Andrea Vescovi             |

### Mannschaft Herren
| Jahr | Gold                                                                   | Silber                                                                       | Bronze                                                           |
| ---- | ---------------------------------------------------------------------- | ---------------------------------------------------------------------------- | ---------------------------------------------------------------- |
| 1989 | Italien Albano Pera Daniele Cioni Marco Venturini                      | Australien Russell Mark John Maxwell Terry Rumbel                            | Kuwait Fehaid al-Deehani Ali al-Hammad Abdullah al-Rashidi       |
| 1990 | Frankreich Bernard Blondeau Jean-Paul Gros Yves Tronc                  | Australien Michael Diamond Russell Mark Craig Tilley                         | Italien Daniele Cioni Albano Pera Marco Venturini                |
| 1991 | Vereinigtes Königreich Peter Boden Peter Croft Kevin Gill              | Vereinigte Staaten Richard Chordash Bret Erikson Jay Waldron                 | Italien Fabio Casadei Roberto Scalzone Marco Venturini           |
| 1993 | Italien Ercole Buffoli Mirco Cenci Albano Pera                         | Vereinigte Staaten Lance Bade Bret Erickson Josh Lakatos                     | Ungarn Zoltan Bode Károly Gombos Janos Kronome                   |
| 1994 | Vereinigtes Königreich John Grice Kevin Gill Michael Rouse             | Australien Benjamin Kelley Russell Mark Craig Tilley                         | Italien Ercole Buffoli Mirco Cenci Albano Pera                   |
| 1995 | Italien Mirco Cenci Daniele di Spigno Albano Pera                      | Australien Steve Haberman Russell Mark Craig Tilley                          | Vereinigte Staaten Lance Bade Bret Erickson Steve Puls           |
| 1997 | Italien Mirco Cenci Daniele di Spigno Albano Pera                      | Australien Michael Diamond Russell Mark Adam Vella                           | Vereinigte Staaten David Alcoriza Lance Bade Charles Redding     |
| 1998 | Australien Adam Vella Michael Diamond Russell Mark                     | Italien Luca Marini Claudio Franzoni Mirco Cenci                             | Volksrepublik China Hu Binyuan Li Bo Zhang Bing                  |
| 1999 | Italien Daniele di Spigno Marco Innocenti Luca Marini                  | Schweden Conny Persson Hakan Dahlby Jonas Berndtsson                         | Volksrepublik China Hu Binyuan Li Bo Hao Wang                    |
| 2001 | Vereinigte Staaten David Alcoriza Walton Eller Jeffrey Holguin         | Kuwait Hamad al-Afasi Fehaid al-Deehani Mashfi al-Mutairi                    | Italien Mirco Cenci Daniele di Spigno Marco Innocenti            |
| 2002 | Italien Emanuele Bernasconi Daniele di Spigno Marco Innocenti          | Volksrepublik China Hu Binyuan Li Bo Li Shuangchun                           | Kuwait Hamad al-Afasi Fehaid al-Deehani Mashfi al-Mutairi        |
| 2003 | Vereinigte Staaten Walton Eller Jeffrey Holguin Bill Keever            | Australien Russell Mark Adam Vella Steve Haberman                            | Italien Daniele di Spigno Marco innocenti Luca Marini            |
| 2005 | Volksrepublik China Nan wang Li Bo Hu Binyuan                          | Vereinigte Arabische Emirate Ahmed Al Maktum Abdulla al-Kendi Saif al-Shamsy | Vereinigte Staaten Jeffrey Holguin Bret Erikson Walton Eller     |
| 2006 | Vereinigte Staaten Joshua Richmond Walton Eller Bill Keever            | Volksrepublik China Wang Nan Hu Binyuan Pan Qiang                            | Russland Witali Fokejew Boris Morozow Wassili Mossin             |
| 2007 | Italien Daniele di Spigno Francesco D’Aniello Claudio Franzoni         | Volksrepublik China Hu Binyuan Wang Nan Pan Qiang                            | Vereinigtes Königreich Steven Scott Richard Faulds Peter Wilson  |
| 2009 | Vereinigte Staaten Joshua Richmond Walton Eller Jeffrey Holguin        | Italien Daniele di Spigno Francesco D’Aniello Claudio Franzoni               | Vereinigtes Königreich Steven Scott Richard Faulds Steven Walton |
| 2010 | Vereinigte Staaten Joshua Richmond William Crawford Jeffrey Holguin    | Russland Witali Fokejew Michail Leybo Wassili Mossin                         | Vereinigtes Königreich Steven Scott Tim Kneale Peter Wilson      |
| 2011 | Volksrepublik China Hu Binyuan Li Jun Mo Junjie                        | Russland Witali Fokejew Wassili Mossin Michail Leybo                         | Kuwait Mashfi al-Mutairi Hamad al-Afasi Fehaid al-Deehani        |
| 2013 | Vereinigte Staaten Jeffrey Holguin Walton Eller Derek Haldeman         | Volksrepublik China Pan Qiang Wang Hao Hu Binyuan                            | Italien Daniele di Spigno Davide Gasparini Antonio Barilla       |
| 2014 | Italien Davide Gasparini Daniele di Spigno Antonio Barilla             | Vereinigte Staaten Walton Eller Jeffrey Holguin Joshua Richmond              | Volksrepublik China Li Jun Mo Junjie Hu Binyuan                  |
| 2015 | Vereinigtes Königreich Tim Kneale Matthew Coward-Holley Matthew French | Russland Wassili Mossin Witali Fokejew Artem Nekrasow                        | Indien Sangram Dahiya Ankur Mittal Assab Mohd                    |
| 2017 | Italien Daniele di Spigno Alessandro Chianese Antonio Barilla          | Volksrepublik China Chen Xinyu Yang Yiang Hu Binyuan                         | Russland Wassili Mossin Artem Nekrasow Witali Fokejew            |
| 2018 | Italien Daniele di Spigno Andrea Vescovi Marco Innocenti               | Volksrepublik China Liu Anlong Yang Yiyang Qi Ying                           | Indien Ankur Mittal Asab Mohd Shardul Vihan                      |
| 2019 | Italien Antono Barilla Andrea Vescovi Alessandro Chianese              | Kuwait Ahmad al-Afasi Saad al-Mutairi Jarrah al-Showaier                     | Slowakei Hubert Olejnik Filip Hutan Filip Praj                   |

### Einzel Damen
| Jahr | Gold              | Silber              | Bronze                 |
| ---- | ----------------- | ------------------- | ---------------------- |
| 1989 | Roberta Morara    | Roberta Pelosi      | Anna Maria Bianchi     |
| 1990 | Satu Pusila       | Jelena Schischirina | Audrey Grosch          |
| 1991 | Satu Pusila       | Jelena Tkatsch      | Deena Julin            |
| 1993 | Frances Strodtman | Deena Julin         | Anna Maria di Giovanni |
| 1994 | Satu Pusila       | Jelena Schischirina | Swetlana Djomina       |
| 1995 | Deborah Gelisio   | Gema Usieto         | Xu Xing                |
| 1997 | Deborah Gelisio   | Cynthia Meyer       | Riitta-Mari Murtoniemi |
| 1998 | Deborah Gelisio   | Kimberly Rhode      | Cindy Gentry           |
| 1999 | Pia Julin         | Pia Hansen          | Yoshiko Miura          |
| 2001 | Zhang Yafei       | Yi Chun-lin         | Li Qingnian            |
| 2002 | Yi Chun-lin       | Wang Jinglin        | Son Hye-kyoung         |
| 2003 | María Quintanal   | Chen Fang           | Wang Jinglin           |
| 2005 | Wang Jinglin      | Li Qingnian         | Monica Girotto         |
| 2006 | Son Hye-kyoung    | Li Yuxiang          | Lee Bo-na              |
| 2010 | Li Rui            | Zhang Yafei         | Li Qingnian            |
| 2019 | Claudia De Luca   | Sofia Maglio        | Mopsi Veromaa          |

### Mannschaft Damen
| Jahr | Gold                                                              | Silber                                                         | Bronze                                                         |
| ---- | ----------------------------------------------------------------- | -------------------------------------------------------------- | -------------------------------------------------------------- |
| 1990 | Sowjetunion Maya Gubijewa Irina Larischewa Jelena Schischirina    | Volksrepublik China Lu Ruizhan Wang Yujin Yin Weiping          | Vereinigte Staaten Carol Gephart Audrey Grosch Denise Morrison |
| 1991 | Sowjetunion Wiktorija Tschujko Jelena Schischirina Jelena Tkatsch | Volksrepublik China Li Li Wang Yujin Yin Weiping               | Frankreich Muriel Bernard Mauricette Colavito Gisele Renaud    |
| 1993 | Vereinigte Staaten Terry Bankey Deena Julin Frances Strodtman     | Italien Anna Maria di Giovanni Deborah Gelisio Zdenka Ratek    | Volksrepublik China Gao E Wang Yujin Yin Weiping               |
| 1994 | Russland Swetlana Djomina Irina Larischewa Jelena Schischirina    | Finnland Satu Mäkelä Satu Pusila Riitta-Mari Murtoniemi        | Volksrepublik China Gao E Liu Yingzi Wang Yujin                |
| 1995 | Italien Deborah Gelisio Nadia Innocenti Giovanna Pasello          | Volksrepublik China Ding Hongping Wang Yujin Xu Xing           | Vereinigte Staaten Deena Julin Kimberly Rhode Theresa Wentzel  |
| 1997 | Italien Deborah Gelisio Nadia Innocenti Arianna Perilli           | Volksrepublik China Ding Hongping Jiang Xiaoguang Wu Yunxia    | Russland Jelena Krawtschouk Jelena Rabala Jelena Tkatsch       |
| 1998 | Vereinigte Staaten Kimberly Rhode Deena Minyard Cindy Gentry      | Volksrepublik China Zhu Mei Gao E Ding Hongping                | Südkorea Hye Kyoung-son Lee Eun-sim Jin Hyun-ok                |
| 1999 | Volksrepublik China Zhang Yafei Gao E Ding Hongping               | Japan Yoshiko Miura Yukie Nakayama Akane Tahara                | Finnland Pia Julin Satu Pusila Riitta-Mari Murtoniemi          |
| 2001 | Volksrepublik China Ding Hongping Li Qingnian Zhang Yafei         | Vereinigte Staaten Kyndra Hogan Kimberly Rhode Elizabeth Schad | Chinesisch Taipeh Yi Chun Lin Kai Lu Wen Meng Ying Wu          |
| 2002 | Volksrepublik China Ding Hongping Wang Jinglin Zhang Yafei        | Vereinigte Staaten Joetta Dement Theresa Dewitt Kimberly Rhode | Chinesisch Taipeh Yi Chun Lin Kai Lu Wen Meng Ying Wu          |
| 2003 | Volksrepublik China Li Qingnian Wang Jinglin Chen Fang            | Vereinigte Staaten Kimberly Rhode Joetta Dement Kyndra Hogan   | Russland Jelena Rabala Jelena Dudnik Ljudmila Kocklowa         |
| 2005 | Volksrepublik China Wang Jinglin Li Qingnian Li Yuxiang           | Italien Monica Girotto Elena Innocenti Elisabeta Cisternino    | Chinesisch Taipeh Wu Meng Ying Lin Yi Chun Hsu Hsiao Ju        |

### Medaillenspiegel
Stand: 2019
| Rang | Land                         | Gold | Silber | Bronze | Gesamt |
| ---- | ---------------------------- | ---- | ------ | ------ | ------ |
| 1    | Italien                      | 24   | 8      | 14     | 46     |
| 2    | Vereinigte Staaten           | 15   | 11     | 10     | 36     |
| 3    | Volksrepublik China          | 11   | 20     | 14     | 45     |
| 4    | Australien                   | 5    | 8      | 0      | 13     |
| 5    | Russland                     | 4    | 6      | 5      | 15     |
| 6    | Vereinigtes Königreich       | 4    | 3      | 6      | 13     |
| 7    | Finnland                     | 4    | 1      | 4      | 9      |
| 8    | Sowjetunion                  | 2    | 2      | 0      | 4      |
| 9    | Kuwait                       | 1    | 2      | 5      | 8      |
| 10   | Chinesisch Taipeh            | 1    | 1      | 3      | 5      |
| 10   | Indien                       | 1    | 1      | 3      | 5      |
| 12   | Vereinigte Arabische Emirate | 1    | 1      | 0      | 2      |
| 12   | Spanien                      | 1    | 1      | 0      | 2      |
| 14   | Südkorea                     | 1    | 0      | 4      | 5      |
| 15   | Frankreich                   | 1    | 0      | 2      | 3      |
| 16   | Deutschland                  | 0    | 3      | 0      | 3      |
| 16   | Schweden                     | 0    | 3      | 0      | 3      |
| 18   | Ungarn                       | 0    | 1      | 2      | 3      |
| 18   | Slowakei                     | 0    | 1      | 2      | 3      |
| 20   | Japan                        | 0    | 1      | 1      | 2      |
| 21   | Türkei                       | 0    | 1      | 0      | 1      |
| 21   | Kanada                       | 0    | 1      | 0      | 1      |
| 23   | Tschechien                   | 0    | 0      | 1      | 1      |
|      |                              | 76   | 76     | 76     | 228    |

## Skeet

### Einzel Herren
| Jahr | Gold                  | Silber                      | Bronze                |
| ---- | --------------------- | --------------------------- | --------------------- |
| 1947 | G. Kjellin            | Carl Palmstiema             | E.W. Norman           |
| 1950 | Gerard Batten         | William Mariot              | Carola Mandel         |
| 1952 | C.T. Edwinson         | Cecil Jones                 | Charles Michaelis     |
| 1954 | Chesley Crites        | Kenneth Pendergras          | Bengt Malmgren        |
| 1958 | Arkadi Kaplun         | Nikolai Durnjew             | Juan Garcia           |
| 1959 | Oleg Lossew           | Juri Tschuranow             | Nikolai Durnjew       |
| 1961 | Carlos Plaza-Marquez  | B.C. Hartmann               | Arkadi Kaplun         |
| 1962 | Nikolai Durnjew       | Juri Tschuranow             | Thomas Heffron        |
| 1965 | Konrad Wirnhier       | Jorge Jottar                | Guillermo Raydan      |
| 1966 | Jorge Jottar          | Hans-Joachim Suppli         | Artur Rogowski        |
| 1967 | Konrad Wirnhier       | Jewgeni Petrow              | Juri Tschuranow       |
| 1969 | Juri Tschuranow       | Nikolai Benes               | Romano Garagnani      |
| 1970 | Jewgeni Petrow        | Juri Tschuranow             | Elie Penot            |
| 1971 | Juri Tschuranow       | Klaus Reschke               | Loris Beccheroni      |
| 1973 | Wladimir Andrejew     | Juri Tschuranow             | David Seabrook        |
| 1974 | Wiesław Gawlikowski   | Juri Tschuranow             | Markus Remes          |
| 1975 | Juri Tschuranow       | Eric Swinkels               | Wiesław Gawlikowski   |
| 1977 | Benny Seiffert        | Firmo Emilio Roberti Buabud | Lars-Göran Carlsson   |
| 1978 | Luciano Benetti       | Firmo Emilio Roberti Buabud | Romano Garagnani      |
| 1979 | Ole Justessen         | Lars-Göran Carlsson         | Tomas Imnaischwili    |
| 1981 | Tomas Imnaischwili    | Celso Giardini              | Ele Penot             |
| 1982 | Daniel Carlisle       | Dean Clark                  | Norbert Hofmann       |
| 1983 | Matthew Dryke         | Bruno Rossetti              | Michael Thompson      |
| 1985 | Bernhard Hochwald     | Nam Ho-Sin                  | Björn Thorwaldson     |
| 1986 | Matthew Dryke         | Andrea Benelli              | Iaon Toman            |
| 1987 | Andrea Benelli        | Matthew Dryke               | Guillermo Torres      |
| 1989 | Claudio Giovannangelo | Bruno Rossetti              | Wladimir Sokolow      |
| 1990 | Andrea Benelli        | Servando Puldon             | Tomas Imnaischwili    |
| 1991 | Bruno Rossetti        | Kiek van Ieperen            | Hennie Dompeling      |
| 1993 | Dean Clark            | Tomas Imnaischwili          | Karsten Kroger        |
| 1994 | Bruno Rossetti        | Alexander Tscherkassow      | Ennio Falco           |
| 1995 | Abdullah al-Rashidi   | Waleri Timoschin            | Hennie Dompeling      |
| 1997 | Abdullah al-Rashidi   | Ennio Falco                 | Juan Jorge Giha       |
| 1998 | Abdullah al-Rashidi   | Nikolai Tjoply              | James Graves          |
| 1999 | Pietro Genga          | Drew Harvey                 | Andrea Benelli        |
| 2001 | Shawn Dulohery        | Ennio Falco                 | Marko Kemppainen      |
| 2002 | Harald Jensen         | Waleri Schomin              | Ennio Falco           |
| 2003 | Andrzej Glyda         | Shawn Dulohery              | Di Jin                |
| 2005 | Vincent Hancock       | Ennio Falco                 | James Graves          |
| 2006 | Andrei Inešin         | Waleri Schomin              | Tore Brovold          |
| 2007 | Georgios Achilleos    | Ioan Toman                  | Vincent Hancock       |
| 2009 | Vincent Hancock       | Georgios Achilleos          | Ennio Falco           |
| 2010 | Waleri Schomin        | Ennio Falco                 | Georgios Achilleos    |
| 2011 | Juan Jose Aramburu    | Tore Brovold                | Abdullah al-Rashidi   |
| 2013 | Jesper Hansen         | Ennio Falco                 | Henrik Jansson        |
| 2014 | Alexander Semlin      | Anthony Terras              | Azmy Mehelba          |
| 2015 | Vincent Hancock       | Anthony Terras              | Gabriele Rossetti     |
| 2017 | Gabriele Rossetti     | Vincent Haaga               | Georgios Achilleos    |
| 2018 | Vincent Hancock       | Erik Watndal                | Riccardo Filippelli   |
| 2019 | Tomáš Nýdrle          | Tammaro Cassandro           | Jeremy Harry Bird     |
| 2022 | Azmy Mehelba          | Vincent Hancock             | Rashid Saleh Al-Athba |
| 2023 | Efthimios Mitas       | Eetu Kallionen              | Azmy Mehelba          |

### Mannschaft Herren
| Jahr | Gold                                                                                 | Silber                                                                              | Bronze |
| ---- | ------------------------------------------------------------------------------------ | ----------------------------------------------------------------------------------- | --- |
| 1958 | Sowjetunion Wassili Antonow Juri Kuranow Nikolai Durnjew Arkadi Kaplun               | Venezuela Ismael Cardenas Juan Garcia Catlos Plaza Arnaldo Rinconez                 | Rumänien Ion Dumitrescu Gheorghe Enache Gheorghe Florescu Stefan Popovici                                                   |
| 1961 | Sowjetunion Oleg Lossew Juri Tschuranow Nikolai Durnjew                              |                                                                                     | |
| 1962 | Vereinigte Staaten Edwin Calhoun Thomas Heffron Kenneth Pendergras Robert Rodale     | Sowjetunion Juri Tschuranow Nikolai Durnjew Arkadi Kaplun Alexander Petrow          | Schweden Claes Alwen Gösta Klingspor Bo Runesson Lennart Standar                                                            |
| 1965 | Vereinigte Staaten                                                                   |                                                                                     | |
| 1966 | Vereinigte Staaten Arthur Harris Gordon Horner Strother Shumate Frank Suber          | Sowjetunion Juri Tschuranow Nikolai Durnjew Jewgeni Kondratjew Alexander Petrow     | BR Deutschland Haymo Rethwisch Konrad Winkler Peter von Hohenthal Hans-Joachim Suppli                                       |
| 1967 | Sowjetunion Juri Tschuranow Nikolai Durnjew Jewgeni Kondratjew Alexander Petrow      | Italien Loris Beccheroni Giancarlo Chiono Luigi Rivoira Stefano Rivoira             | Dänemark O.W. Folting Benny Jensen Karl Eigli Petersen Benny Seiffert                                                       |
| 1969 | Sowjetunion Juri Tschuranow Nikolai Benes Boris Bulba Alexander Petrow               | Polen Włodzimierz Danek Wiesław Gawlikowski Jan Korolkiewicz Arthur Rogowski        | Vereinigte Staaten Earl Francis Herring P. Provence David Rodale Robert Schuehle                                            |
| 1970 | Sowjetunion Juri Tschuranow Nikolai Benes Waleri Serow Jewgeni Petrow                | Vereinigte Staaten Kenneth Gilbert Allen Morrison David Rodale James Tiner          | Frankreich Jean Claude Guadagnini Robert Melinette Elie Penot Guy Swec                                                      |
| 1971 | Sowjetunion Juri Tschuranow Gennady Sedinkin Tariel Shgenti Jewgeni Petrow           | DDR Michael Buchheim Klaus Krumpholz Klaus Reschke Klaus Schulze                    | Italien Loris Beccheroni Ercole Casadio Floriano de Angeli Romano Garagnani                                                 |
| 1973 | Sowjetunion Juri Tschuranow Wladimir Andrejew Tariel Shgenti Jewgeni Petrow          | Schweden Gert-Ake Bengtsson Jimmy Carlsson Anders Karlsson Kurt Samuelsson          | Vereinigtes Königreich Alec Bonnett John Hawke David Seabrook John Sephton                                                  |
| 1974 | Sowjetunion Juri Tschuranow Wladimir Andrejew Tariel Shgenti Alik Alijew             | Polen Wiesław Gawlikowski Piotr Nowakowski Hubert Pawlowski Jerzy Trzaskowski       | Vereinigte Staaten Allen Buntrock Arthur Harris John Satterwhite William Slahucka                                           |
| 1975 | DDR Michael Buchheim Bernhard Hochwald Wolfgang Klaus Klaus Reschke                  | Polen Wiesław Gawlikowski Piotr Nowakowski Andrzej Socharski Jerzy Trzaskowski      | Dänemark Leo Christensen Ole Justesen Poul Seffensen Kjeld Rasmussen                                                        |
| 1977 | Vereinigte Staaten Joseph Clemmons Daniel Carlisle Alger Mullins Bradley Jay Simmons | Frankreich Gilbert Beasse Gerard Crepin Jean-François Petitpied Elie Penot          | Schweden Jan-Aake Bengtsson Anders Karlsson Mats Land Erik Olsson                                                           |
| 1978 | Italien Luciano Benetti Lindo Dominici Romano Garagnani Giancarlo Mecocci            | Frankreich Bruno Rossetti Gerard Crepin Jean-François Petitpied Elie Penot          | Schweden Jan-Aake Bengtsson Anders Karlsson Kent Goran Gustavsson Manne Johnsson                                            |
| 1979 | Vereinigte Staaten Joseph Clemmons Matthew Dryke John Satterwhite Jeffrey Sizemore   | Sowjetunion Alexander Tscherkasow Tomas Imnaischwili Timur Matojan Alexander Skubak | Italien Celso Giardini Lindo Dominici Romano Garagnani Giancarlo Mecocci                                                    |
| 1981 | Italien Celso Giardini Andrea Benelli Italo Cianfarani Luca Scribani Rossi           | Frankreich Bruno Rossetti Stephane Tyssier Jean-François Petitpied Elie Penot       | Sowjetunion Peeter Pakk Tomas Imnaischwili Sergej Schackworostow Tariel Shgenti                                             |
| 1982 | Vereinigte Staaten Daniel Carlisle Matthew Dryke Dean Clark Alger Mullins            | Frankreich Bruno Rossetti Stephane Tyssier Gerard Crepin Elie Penot                 | Italien Celso Giardini Raffaele Ventilati Italo Cianfarani Luca Scribani Rossi                                              |
| 1983 | Vereinigte Staaten Matthew Dryke Dean Clark Michael Thompson                         | Sowjetunion Tomas Imnaischwili Sergej Schackworostow Tariel Shgenti                 | Tschechoslowakei Luboš Adamec Jan Hula Miloslav Kalis                                                                       |
| 1985 | Vereinigte Staaten Joseph Dickson Dean Clark Michael Schmidt                         | Italien Celso Giardini Andrea Benelli Luca Scribani Rossi                           | Tschechoslowakei Luboš Adamec Bronislav Bechyňský Stanislav Klofanda                                                        |
| 1986 | Italien Celso Giardini Andrea Benelli Luca Scribani Rossi                            | DDR Matthias Dunkel Bernhard Hochwald Axel Wegner                                   | Sowjetunion Tomas Imnaischwili Sergej Kolos Waleri Timokhin                                                                 |
| 1987 | DDR Bernhard Hochwald Torsten Remter Axel Wegner                                     | Italien Andrea Benelli Celso Giardini Luca Scribani Rossi                           | Tschechoslowakei Luboš Adamec Bronislav Bechyňský Leoš Hlaváček Kuba Servando Puldon Juan Miguel Rodríguez Guillermo Torres |
| 1989 | Italien Andrea Benelli Claudio Giovannangelo Bruno Rossetti                          | Sowjetunion Wassili Gussew Wladimir Sokolow Waleri Timokhin                         | Kuba Servando Puldon Juan Miguel Rodríguez Guillermo Torres                                                                 |
| 1990 | Tschechoslowakei Petr Málek Bronislav Bechyňský Leoš Hlaváček                        | Sowjetunion Peeter Pakk Tomas Imnaischwili Waleri Timokhin                          | Kuba Servando Puldon Juan Miguel Rodríguez Guillermo Torres                                                                 |
| 1991 | Vereinigte Staaten Dean Clark Michael Schmidt Bill Roy                               | Sowjetunion Alexander Tscherkasow Andrei Inešin Wladimir Sokolow                    | Tschechoslowakei Petr Málek Luboš Adamec Leoš Hlaváček                                                                      |
| 1993 | Italien Andrea Benelli Claudio Giovannangelo Bruno Rossetti                          | Dänemark Karsten Krogner Frank Nielsen Ole Riber Rasmussen                          | Vereinigte Staaten Dean Clark James Graves Bill Roy                                                                         |
| 1994 | Italien Andrea Benelli Ennio Falco Bruno Rossetti                                    | Russland Sergej Aksjutin Alexander Tscherkasow Oleg Tischin                         | Deutschland Jan-Henrik Heinrich Bernhard Hochwald Axel Wegner                                                               |
| 1995 | Rumänien Attila Iosif Ciorba Marin Matei Ioan Toman                                  | Italien Andrea Benelli Ennio Falco Bruno Rossetti                                   | Georgien David Kvatadse Tomas Imnaischwili Givi Shengelia                                                                   |
| 1997 | Vereinigte Staaten Joseph Buffa Shawn Dulohery James Graves                          | Kuba Servando Puldon Juan Miguel Rodríguez Guillermo Torres                         | Russland Nikolai Salmin Oleg Tischin Nikolai Tjoply                                                                         |
| 1998 | Finnland Timo Laitinen Janne Himanka Jani Eklund                                     | Tschechien Bronislav Bechyňský Jan Sychra Petr Málek                                | Russland Alexei Wetoch Oleg Tischin Nikolai Tjoply                                                                          |
| 1999 | Italien Pietro Genga Andrea Benelli Ennio Falco                                      | Kuba Servando Puldon Juan Miguel Rodríguez Guillermo Torres                         | Kuwait Abdullah al-Rashidi Salah al-Mutairi Anwer al-Hammad                                                                 |
| 2001 | Tschechien Petr Málek Leoš Hlaváček Jan Sychra                                       | Zypern Antonis Andreou Georgios Achilleos Kyrlacos Christoforou                     | Vereinigte Staaten Shawn Dulohery Joseph Buffa Ronaldas Račinskas                                                           |
| 2002 | Tschechien Jan Sychra Bronislaw Bechyňský Leoš Hlaváček                              | Vereinigte Staaten James Graves Shawn Dulohery David Treadwell                      | Russland Waleri Schomin Oleg Tischin Alexej Skorobogatow                                                                    |
| 2003 | Zypern Kyriacos Christoforou Antonis Nicolaides Christos Kourtellas                  | Volksrepublik China Di Jin Qu Ridong Gao Xiguang                                    | Italien Andrea Benelli Pietro Genga Ennio Falco                                                                             |
| 2005 | Norwegen Tore Brovold Erik Watndal Harald Jensen                                     | Vereinigte Staaten Vincent Hancock James Graves Mark Weeks                          | Italien Ennio Falco Valerio Luchini Andrea Benelli                                                                          |
| 2006 | Italien Valerio Luchini Ennio Falco Andrea Benelli                                   | Tschechien Jan Sychra Ales Hutar Leoš Hlaváček                                      | Norwegen Tore Brovold Erik Watndal Harald Jensen                                                                            |
| 2007 | Zypern Georgios Achilleos Kyriacos Christoforou Antonis Nikolaidis                   | Tschechien Leoš Hlaváček Jan Sychra Bretislav Dolecek                               | Vereinigte Staaten Vincent Hancock James Graves Shawn Dulohery                                                              |
| 2009 | Vereinigte Staaten Vincent Hancock Shawn Dulohery Frank Thompson                     | Finnland Marko Kemppainen Heikki Meriluoto Lauri Leskinen                           | Dänemark Anders Golding Jesper Hansen Michael Nielsen                                                                       |
| 2010 | Zypern Antonis Andreou Georgios Achilleos Kyriacos Christoforou                      | Italien Ennio Falco Angelo Moscariello Valerio Luchini                              | Frankreich Anthony Terras Eric Delaunay Edouard Poumaillou                                                                  |
| 2011 | Russland Waleri Schomin Anton Astakhow Jewgeni Serbin                                | Dänemark Martin Holmgaard Jesper Hansen Anders Golding                              | Vereinigte Arabische Emirate Saif Bin Futtais Saeed al-Maktoum Mohamed Ahmad                                                |
| 2013 | Italien Luigi Lodde Ennio Falco Giancarlo Tazza                                      | Tschechien Jakub Tomeček Jan Sychra Tomáš Nýdrle                                    | Norwegen Tore Brovold Tom Beier Jensen Olef Eilif Undseth                                                                   |
| 2014 | Italien Tammaro Cassandro Riccardo Filippelli Luigi Lodde                            | Vereinigte Staaten Dustin David Perry Frank Thompson Vincent Hancock                | Frankreich Emmanuel Petit Eric Delaunay Anthony Terras                                                                      |
| 2015 | Frankreich Emmanuel Petit Eric Delaunay Anthony Terras                               | Italien Valerio Luchini Luigi Lodde Gabriele Rossetti                               | Vereinigte Staaten Thomas Bayer Dustin David Perry Vincent Hancock                                                          |
| 2017 | Italien Gabriele Rossetti Tammaro Cassandro Riccardo Filippelli                      | Russland Nikolai Tjoply Alexander Semlin Anton Astakhow                             | Tschechien Milos Slavicek Jan Zamecnik Tomáš Nýdrle                                                                         |
| 2018 | Frankreich Eric Delaunay Anthony Terras Emmanuel Petit                               | Italien Gabriele Rossetti Riccardo Filippelli Tammaro Cassandro                     | Russland Anton Astakhow Aleksander Semlin Jaroslaw Startsew                                                                 |
| 2019 | Schweden Marcus Svensson Stefan Nilsson Henrik Jansson                               | Zypern Georgios Achilleos Dimitris Konstantinou Nicolas Valikiou                    | Italien Tammaro Cassandro Gabriele Rossetti Riccardo Filippelli                                                             |
| 2022 | Italien Tammaro Cassandro Gabriele Rossetti Elia Sdruccioli                          | Vereinigte Staaten Christian Elliott Dustan Taylor Vincent Hancock                  | Tschechien Radek Prokop Jakub Tomeček Tomáš Nýdrle                                                                          |
| 2023 | Vereinigte Staaten Christian Elliott Dustan Taylor Vincent Hancock                   | Griechenland Efthimios Mitas Charalambos Chalkiadakis Nikolaos Mavrommatis          | Italien Tammaro Cassandro Gabriele Rossetti Erik Pittini                                                                    |

### Einzel Damen
| Jahr | Gold                             | Silber                 | Bronze                |
| ---- | -------------------------------- | ---------------------- | --------------------- |
| 1962 | Mercedes Mata                    | Marjorie Annan         | Jelena Sebasowa       |
| 1966 | Klawdija Smirnowa                | Mercedes de Garcia     | Michele Lenzini       |
| 1967 | Larissa Gurwitsch                | Klawdija Smirnowa      | Mirella Lenzini       |
| 1969 | Nuria Ortiz Campos               | Larissa Gurwitsch      | Jelena Sebasowa       |
| 1970 | Larissa Kortschinskaja           | Nuria Ortiz Campos     | Kari Linden           |
| 1971 | Nuria Ortiz Campos               | Larissa Kortschinskaja | Kari Linden           |
| 1974 | Larissa Kortschinskaja           | Saskia Brixner         | Evior Melander        |
| 1975 | Larissa Gurwitsch-Kortschinskaja | Pinky le Grelle        | Ruth Jordan           |
| 1977 | Ruth Jordan                      | Ila Hill               | Bianca Rosa Hansberg  |
| 1978 | Bianca Rosa Hansberg             | Terry Bankey           | Ruth Jordan           |
| 1979 | Bianca Rosa Hansberg             | Larissa Gurwitsch      | Swetlana Jakimowa     |
| 1981 | Wu Lanying                       | Ila Hill               | Bianca Rosa Hansberg  |
| 1982 | Swetlana Jakimowa                | Meimei Feng            | Shao Weiping          |
| 1983 | Swetlana Jakimowa                | Nuria Ortiz            | Terry Carlisle        |
| 1985 | Terry Carlisle                   | Liu Ling               | Shao Weiping          |
| 1986 | Swetlana Djomina                 | Michaela Rink          | Connie Schiller       |
| 1987 | Meimei Feng                      | Bonnie McLaurin        | Nuria Ortiz           |
| 1989 | Zhang Shan                       | Antonella Parrini      | Erzsébet Vasvári      |
| 1990 | Swetlana Djomina                 | Erzsébet Vasvári       | Zhang Shan            |
| 1991 | Jong Ran-pak                     | Swetlana Djomina       | Erzsébet Vasvári      |
| 1993 | Swetlana Djomina                 | Zhang Shan             | Pinky le Grelle       |
| 1994 | Erdanik Awetisjan                | Diána Igaly            | Daniele Bolis         |
| 1995 | Zemfira Meftachetdinowa          | Connie Schiller        | Diána Igaly           |
| 1997 | Antonella Parrini                | Diana Valk             | Jaana Pitkanen        |
| 1998 | Diána Igaly                      | Zhang Shan             | Andrea Stranovská     |
| 1999 | Erdanik Awetisjan                | Cristina Vitali        | Swetlana Djomina      |
| 2001 | Zemfira Meftachetdinowa          | Olga Ponarina          | Cristina Vitali       |
| 2002 | Diána Igaly                      | Andrea Stranovská      | Elena Little          |
| 2003 | Wei Ning                         | Katiuscia Spada        | Diána Igaly           |
| 2005 | Veronique Girardet-Allard        | Cristina Vitali        | Danka Barteková       |
| 2006 | Erdanik Awetisjan                | Chiara Cainero         | Danka Barteková       |
| 2007 | Christine Brinker                | Wei Ning               | Chiara Cainero        |
| 2009 | Christine Brinker                | Sutiya Jiewchaloemmit  | Katiuscia Spada       |
| 2010 | Kimberly Rhode                   | Wei Ning               | Danka Barteková       |
| 2011 | Christine Wenzel-Brinker         | Wei Ning               | Kimberly Rhode        |
| 2013 | Christine Wenzel-Brinker         | Simona Scocchoetti     | Elena Allen           |
| 2014 | Brandy Drozd                     | Elena Allen            | Danka Barteková       |
| 2015 | Morgan Craft                     | Caitlin Connor         | Wei Ning              |
| 2017 | Dania Vizzi                      | Albina Schakirowa      | Andri Eleftheriou     |
| 2018 | Caitlin Connor                   | Kimberly Rhode         | Amber English         |
| 2019 | Diana Bacosi                     | Wei Ming               | Victoria Larsson      |
| 2022 | Diana Bacosi                     | Amber Hill             | Samantha Simonton     |
| 2023 | Danka Barteková                  | Dania Vizzi            | Emmanouela Katzouraki |

### Mannschaft Damen
| Jahr | Gold                                                                  | Silber                                                              | Bronze                                                               |
| ---- | --------------------------------------------------------------------- | ------------------------------------------------------------------- | -------------------------------------------------------------------- |
| 1975 | Sowjetunion Larissa Gurwitsch Pelageja Konejewa Walentina Sakordonets | Belgien Anne Marie Fontaine Pinky le Grelle Odette Michel           | BR Deutschland Saskia Brixner Ruth Jordan Claudia von Kanitz         |
| 1977 | BR Deutschland Saskia Brixner Claudia von Kanitz Ruth Jordan          | Vereinigte Staaten Joan Elkins Eva Funes Ila Hill                   | Frankreich Jeanne Blot Odile Bretault Daniele Lesprit                |
| 1978 | BR Deutschland Saskia Brixner Claudia von Kanitz Ruth Jordan          | Vereinigte Staaten Terry Bankey Eva Funes Ila Hill                  | Südkorea Keun Sil-cha Park Sim-lim Shin Hyun-dug                     |
| 1979 | Sowjetunion Natalia Kusmenko Swetlana Jakimowa Larissa Gurwitsch      | Vereinigte Staaten Terry Bankey Joan Elkins Ila Hill                | Frankreich Jeanne Blot Martine Delbes Daniele Lesprit                |
| 1981 | Volksrepublik China Wu Lanying Feng Meimei Shao Weiping               | Vereinigte Staaten Ellen Dryke Ila Hill Terry Carlisle              | Frankreich Jeanne Blot Martine Delbes Daniele Lesprit                |
| 1982 | Volksrepublik China Feng Meimei Wu Lanying Shao Weiping               | Vereinigte Staaten Terry Carlisle Ellen Dryke Connie Schiller       | Schweden Ylva Jansson Kate Magnusson Ulla Samuelsson                 |
| 1983 | Volksrepublik China Feng Meimei Shao Weiping Wu Lanying               | Vereinigte Staaten Terry Carlisle Ila Hill Connie Schiller          | Schweden Ylva Jansson Kate Magnusson Ulla Samuelsson                 |
| 1985 | Volksrepublik China Liu Ling Shao Weiping Wu Jie                      | Vereinigte Staaten Terry Carlisle Ellen Dryke Eva Funes             | Italien Rossane Bernadini Sonja Garagnini Bianca Rosa Hansberg       |
| 1986 | Volksrepublik China Feng Meimei Liu Ling Shao Weiping                 | Sowjetunion Swetlana Djomina Semfira Meftahatdinowa Jelena Puschina | Polen Elzbieta Bednarczuk Dorota Chytrowska Mika Alicja Wilczynska   |
| 1989 | Volksrepublik China Feng Meimei Wu Lanying Shan Zang                  | Vereinigte Staaten Connie Fluker Cindy Rauhauge Dorie Ann Vandentop | Ungarn Jozsefne Igaly Diána Igaly Erzsébet Vasvári                   |
| 1990 | Ungarn Ilboya Gobolos Diána Igaly Erzsébet Vasvári                    | Volksrepublik China Shao Weiping Wu Lanying Shan Zang               | Sowjetunion Swetlana Djomina Semfira Meftahatdinowa Jelena Puschina  |
| 1991 | Nordkorea Kim Myong-hwa Li Hyon-ok Pak Jong-ran                       | Volksrepublik China Shao Weiping Wu Lanying Shan Zang               | Ungarn Ibolya Gobolos Diána Igaly Erzsébet Vasvári                   |
| 1993 | Vereinigte Staaten Terry Bankey Shari Legate Connie Schiller          | Italien Daniela Bolis Sabrina Nardini Antimella Parrini             | Ungarn Ibolya Gobolos Diána Igaly Erzsébet Vasvári                   |
| 1994 | Ungarn Ibolya Gobolos Diána Igaly Erzsébet Vasvári                    | Vereinigte Staaten Terry Bankey Shari Legate Connie Schiller        | Italien Daniela Bolis Sabrina Nardini Antimella Parrini              |
| 1995 | Vereinigte Staaten Kimberly Rhode Connie Schiller Colleen Rumore      | Ungarn Ibolya Gobolos Diána Igaly Erzsébet Vasvári                  | Italien Daniela Bolis Cristina Vitali Antonietta Zaino               |
| 1997 | Italien Daniela Bolis Cristina Vitali Antonietta Zaino                |                                                                     |                                                                      |
| 1998 | Volksrepublik China Shan Zang Hai Yan Liao Zhenru Cheng               | Russland Marina Tarasewitsch Swetlana Djomina Erdanik Awetisjan     | Italien Daniela Bolis Antonella Parrini Sabrina Nardini              |
| 1999 | Russland Erdanik Awetisjan Swetlana Djomina Larissa Antochina         | Volksrepublik China Shan Zang Zhenru Chen Nie Chang                 | Vereinigtes Königreich Kelly Elvin Sue Bramley Elena Little          |
| 2001 | Russland Olga Ponarina Erdanik Awetisjan Swetlana Djomina             | Volksrepublik China Shan Zang Zhenru Chen Wei Ning                  | Italien Cristina Vitali Chiara Cainero Sabrina Nardini               |
| 2002 | Volksrepublik China Zhenru Chen Hong Yan Shi Wei Ning                 | Russland Olga Ponarina Swetlana Djomina Erdanik Awetisjan           | Ungarn Diána Igaly Ibolya Gobolos Erzsébet Vasvári                   |
| 2003 | Vereinigte Staaten Connie Smotek Brandie Neal Shari Legate            | Russland Swetlana Djomina Erdanik Awetisjan Olga Ponarina           | Italien Katiuscia Spada Cristina Vitali Chiara Cainero               |
| 2005 | Italien Cristina Vitali Katiuscia Spada Chiara Cainero                | Slowakei Danka Barteková Andrea Stranovská Lenka Barteková          | Vereinigte Staaten Haley Dunn Connie Smotek Brandie Neal             |
| 2006 | Vereinigte Staaten Connie Smotek Brandie Neal Haley Dunn              | Russland Erdanik Awetisjan Swetlana Djomina Olga Ponarina           | Italien Chiara Cainero Katiuscia Spada Cristina Vitali               |
| 2007 | Volksrepublik China Wei Ning Yu Xiumin Shan Zang                      | Vereinigte Staaten Haley Dunn Kimberly Rhode Connie Smotek          | Italien Chiara Cainero Katiuscia Spada Cristina Vitali               |
| 2009 | Russland Olga Ponarina Swetlana Djomina Nadeshda Konowalowa           | Italien Katiuscia Spada Chiara Cainero Cristina Vitali              | Slowakei Danka Barteková Lenka Barteková Monika Semková              |
| 2010 | Vereinigte Staaten Kimberly Rhode Amber English Haley Dunn            | Volksrepublik China Shan Zang Zhang Hong Wei Ning                   | Slowakei Danka Barteková Lenka Barteková Monika Semková              |
| 2011 | Volksrepublik China Wei Ning Shan Zhang Zhang Donglian                | Italien Katiuscia Spada Chiara Cainero Simona Socchetti             | Slowakei Danka Barteková Andrea Stranovská Monika Semková            |
| 2013 | Italien Katiuscia Spada Simona Socchetti Diana Bacosi                 | Vereinigtes Königreich Pinky le Grelle Elena Allen Amber Hill       | Russland Landish Kwartalowa Nadeshda Konowalowa Olga Ponarina        |
| 2014 | Vereinigtes Königreich Sarah Gray Amber Hill Elena Allen              | Slowakei Monika Štibravá Andrea Stranovská Danka Barteková          | Vereinigte Staaten Haley Dunn Kimberly Rhode Brandy Drozd            |
| 2015 | Vereinigte Staaten Kimberly Rhode Caitlin Connor Morgan Craft         | Italien Chiara Cainero Diana Bacosi Katiuscia Spada                 | Volksrepublik China Lin Piao Wei Meng Wei Ning                       |
| 2017 | Vereinigte Staaten Kimberly Rhode Dania Vizzi Caitlin Connor          | Italien Diana Bacosi Katiuscia Spada Simona Socchetti               | Russland Albina Schakirowa Nadeshda Konowalowa Anastasia Krakhmalewa |
| 2018 | Vereinigte Staaten Kimberly Rhode Amber English Caitlin Connor        | Italien Diana Bacosi Katiuscia Spada Chiara Cainero                 | Zypern Konstantia Nikolaou Panayiota Andreou Andri Eleftheriou       |
| 2019 | Vereinigte Staaten Kimberly Rhode Dania Vizzi Samantha Simonton       | Italien Diana Bacosi Simona Scocchetti Chiara Cainero               | Volksrepublik China Wei Meng Zhang Heng Zhang Donglian               |
| 2022 | Vereinigte Staaten Austen Jewell Smith Dania Vizzi Samantha Simonton  | Italien Diana Bacosi Chiara di Marziantonio Chiara Cainero          | Volksrepublik China Yufei Che Sixue Huang Yiting Jiang               |
| 2023 | Vereinigte Staaten Austen Jewell Smith Dania Vizzi Samantha Simonton  | Italien Diana Bacosi Martina Bartolomei Simona Scocchetti           | Slowakei Vanessa Hockova Monika Štibravá Danka Barteková             |

### Mannschaft Mixed
| Jahr | Gold                                                   | Silber                                              | Bronze                                          |
| ---- | ------------------------------------------------------ | --------------------------------------------------- | ----------------------------------------------- |
| 2017 | Russland Nikolai Tjoply Nadeshda Konovalova            | Vereinigte Staaten Hayden Stewart Dania Vizzi       | Italien Tammaro Cassandro Katiuscia Spada       |
| 2019 | Italien Gabriele Rossetti Diana Bacosi                 | Vereinigte Staaten Kimberly Rhode Christian Elliott | Volksrepublik China Wei Meng Jin Di             |
| 2022 | Vereinigtes Königreich Ben Llewellin Amber Hill        | Italien Gabriele Rossetti Diana Bacosi              | Frankreich Luice Anastassiou Nicolas Lejeune    |
| 2023 | Vereinigte Staaten Vincent Hancock Austen Jewell Smith | Ukraine Mykola Miltschew Iryna Malowitschko         | Vereinigtes Königreich Ben Llewellin Amber Hill |

### Medaillenspiegel
Stand: 2019
| Rang | Land                         | Gold | Silber | Bronze | Gesamt |
| ---- | ---------------------------- | ---- | ------ | ------ | ------ |
| 1    | Vereinigte Staaten           | 38   | 29     | 19     | 86     |
| 2    | Sowjetunion                  | 28   | 21     | 12     | 61     |
| 3    | Italien                      | 27   | 29     | 31     | 87     |
| 4    | Volksrepublik China          | 14   | 14     | 8      | 36     |
| 5    | Deutschland inkl. DDR        | 12   | 7      | 6      | 25     |
| 6    | Russland                     | 10   | 12     | 7      | 29     |
| 7    | Ungarn                       | 4    | 3      | 8      | 15     |
| 8    | Zypern                       | 4    | 3      | 4      | 11     |
| 9    | Frankreich                   | 3    | 7      | 9      | 19     |
| 10   | Tschechien                   | 3    | 4      | 1      | 8      |
| 11   | Dänemark                     | 3    | 2      | 4      | 9      |
| 12   | Kuwait                       | 3    | 0      | 2      | 5      |
| 13   | Schweden                     | 2    | 3      | 12     | 17     |
| 14   | Polen                        | 2    | 3      | 3      | 8      |
| 15   | Norwegen                     | 2    | 2      | 5      | 9      |
| 16   | Venezuela                    | 2    | 2      | 2      | 6      |
| 17   | Mexiko                       | 2    | 2      | 1      | 5      |
| 18   | Aserbaidschan                | 2    | 1      | 0      | 3      |
| 18   | Nordkorea                    | 2    | 1      | 0      | 3      |
| 20   | Vereinigtes Königreich       | 1    | 4      | 7      | 12     |
| 21   | Finnland                     | 1    | 1      | 3      | 5      |
| 22   | Rumänien                     | 1    | 1      | 2      | 4      |
| 23   | Chile                        | 1    | 1      | 0      | 2      |
| 24   | Tschechoslowakei             | 1    | 0      | 4      | 5      |
| 25   | Estland                      | 1    | 0      | 0      | 1      |
| 25   | Armenien                     | 1    | 0      | 0      | 1      |
| 25   | Spanien                      | 1    | 0      | 0      | 1      |
| 28   | Slowakei                     | 0    | 3      | 8      | 11     |
| 29   | Kuba                         | 0    | 3      | 4      | 7      |
| 30   | Niederlande                  | 0    | 3      | 2      | 5      |
| 31   | Argentinien                  | 0    | 2      | 0      | 2      |
| 31   | Belgien                      | 0    | 2      | 0      | 2      |
| 33   | Georgien                     | 0    | 1      | 1      | 2      |
| 34   | Kanada                       | 0    | 1      | 0      | 1      |
| 34   | Thailand                     | 0    | 1      | 0      | 1      |
| 36   | Peru                         | 0    | 0      | 1      | 1      |
| 36   | Ägypten                      | 0    | 0      | 1      | 1      |
| 36   | Vereinigte Arabische Emirate | 0    | 0      | 1      | 1      |
| 36   | Südkorea                     | 0    | 0      | 1      | 1      |
|      |                              | 171  | 168    | 169    | 508    |

## Gesamtmedaillenspiegel
Stand: 2020
| Rang | Land                         | Gold | Silber | Bronze | Gesamt |
| ---- | ---------------------------- | ---- | ------ | ------ | ------ |
| 1    | Italien                      | 107  | 71     | 72     | 250    |
| 2    | Vereinigte Staaten           | 71   | 65     | 51     | 187    |
| 3    | Sowjetunion                  | 46   | 36     | 27     | 109    |
| 4    | Volksrepublik China          | 37   | 45     | 34     | 116    |
| 5    | Russland                     | 24   | 28     | 21     | 73     |
| 6    | Deutschland inkl. DDR        | 21   | 25     | 21     | 66     |
| 7    | Ungarn                       | 14   | 10     | 15     | 39     |
| 8    | Spanien                      | 13   | 14     | 13     | 40     |
| 9    | Australien                   | 12   | 16     | 9      | 37     |
| 10   | Frankreich                   | 9    | 15     | 19     | 43     |
| 11   | Kanada                       | 9    | 8      | 4      | 21     |
| 12   | Finnland                     | 8    | 7      | 13     | 28     |
| 13   | Vereinigtes Königreich       | 7    | 12     | 19     | 38     |
| 14   | Kuwait                       | 7    | 4      | 9      | 20     |
| 15   | Slowakei                     | 6    | 7      | 13     | 26     |
| 16   | Schweden                     | 5    | 11     | 15     | 31     |
| 17   | Polen                        | 5    | 3      | 6      | 14     |
| 18   | Zypern                       | 4    | 3      | 4      | 11     |
| 19   | Tschechoslowakei             | 4    | 2      | 5      | 11     |
| 20   | Tschechien                   | 3    | 7      | 6      | 16     |
| 21   | Dänemark                     | 3    | 3      | 5      | 11     |
| 22   | Argentinien                  | 3    | 2      | 0      | 5      |
| 23   | Indien                       | 2    | 3      | 3      | 8      |
| 24   | Norwegen                     | 2    | 2      | 6      | 10     |
| 25   | Mexiko                       | 2    | 2      | 2      | 6      |
| 25   | Venezuela                    | 2    | 2      | 2      | 6      |
| 27   | Nordkorea                    | 2    | 1      | 2      | 5      |
| 28   | Chile                        | 2    | 1      | 0      | 3      |
| 28   | Aserbaidschan                | 2    | 1      | 0      | 3      |
| 30   | Ukraine                      | 2    | 0      | 0      | 2      |
| 31   | Portugal                     | 1    | 7      | 3      | 11     |
| 32   | Rumänien                     | 1    | 3      | 4      | 8      |
| 33   | Belgien                      | 1    | 3      | 2      | 6      |
| 34   | Ägypten                      | 1    | 2      | 6      | 9      |
| 35   | Chinesisch Taipeh            | 1    | 1      | 3      | 5      |
| 36   | Irland                       | 1    | 1      | 1      | 3      |
| 35   | Vereinigte Arabische Emirate | 1    | 1      | 1      | 3      |
| 38   | Südkorea                     | 1    | 0      | 5      | 6      |
| 39   | Österreich                   | 1    | 0      | 2      | 3      |
| 40   | Estland                      | 1    | 0      | 0      | 1      |
| 40   | Armenien                     | 1    | 0      | 0      | 1      |
| 42   | Kuba                         | 0    | 3      | 4      | 7      |
| 43   | Niederlande                  | 0    | 3      | 2      | 6      |
| 44   | Japan                        | 0    | 3      | 1      | 4      |
| 45   | Kroatien                     | 0    | 1      | 2      | 3      |
| 46   | Türkei                       | 0    | 1      | 1      | 2      |
| 46   | Georgien                     | 0    | 1      | 1      | 2      |
| 47   | Libanon                      | 0    | 1      | 0      | 1      |
| 47   | Griechenland                 | 0    | 1      | 0      | 1      |
| 47   | Litauen                      | 0    | 1      | 0      | 1      |
| 47   | Thailand                     | 0    | 1      | 0      | 1      |
| 51   | San Marino                   | 0    | 0      | 6      | 6      |
| 52   | Uruguay                      | 0    | 0      | 1      | 1      |
| 52   | Peru                         | 0    | 0      | 1      | 1      |
|      |                              | 445  | 440    | 442    | 1327   |